# 刘献公
刘献公（？—前520年），春秋时期刘国国君，姬姓，刘氏，名挚，子爵。

## 生平
鲁昭公十二年（前530年）十月，甘简公无子，立他的弟弟甘过。甘过将要去掉甘成公、甘景公的族人，甘成公、甘景公的族人买通刘献公。丙申日，刘献公杀甘悼公甘过，而立甘成公之孙甘鳅为甘平公。丁酉日，又杀献太子傅庾皮的儿子过，在集市杀瑕辛与宫嬖绰、王孙没、刘州鸠、阴忌、老阳子。鲁昭公十三年（前529年）秋，鲁昭公、刘献公、晋昭公、宋元公、卫灵公、郑定公、曹武公、莒著丘公、邾庄公、滕悼公、薛伯薛献公、杞平公、小邾穆公在平丘会盟。晋昭公派叔向请教刘献公，如何对待齐国不加盟。鲁昭公二十二年（前520年）夏四月乙丑，周景王驾崩，戊辰，刘子挚卒，无嫡子，单子单穆公立其庶子伯蚠为刘文公。
| 前任： 刘定公 | 刘国国君 —前520年 | 繼任： 刘文公 |